# Arekowiec Romanzowa

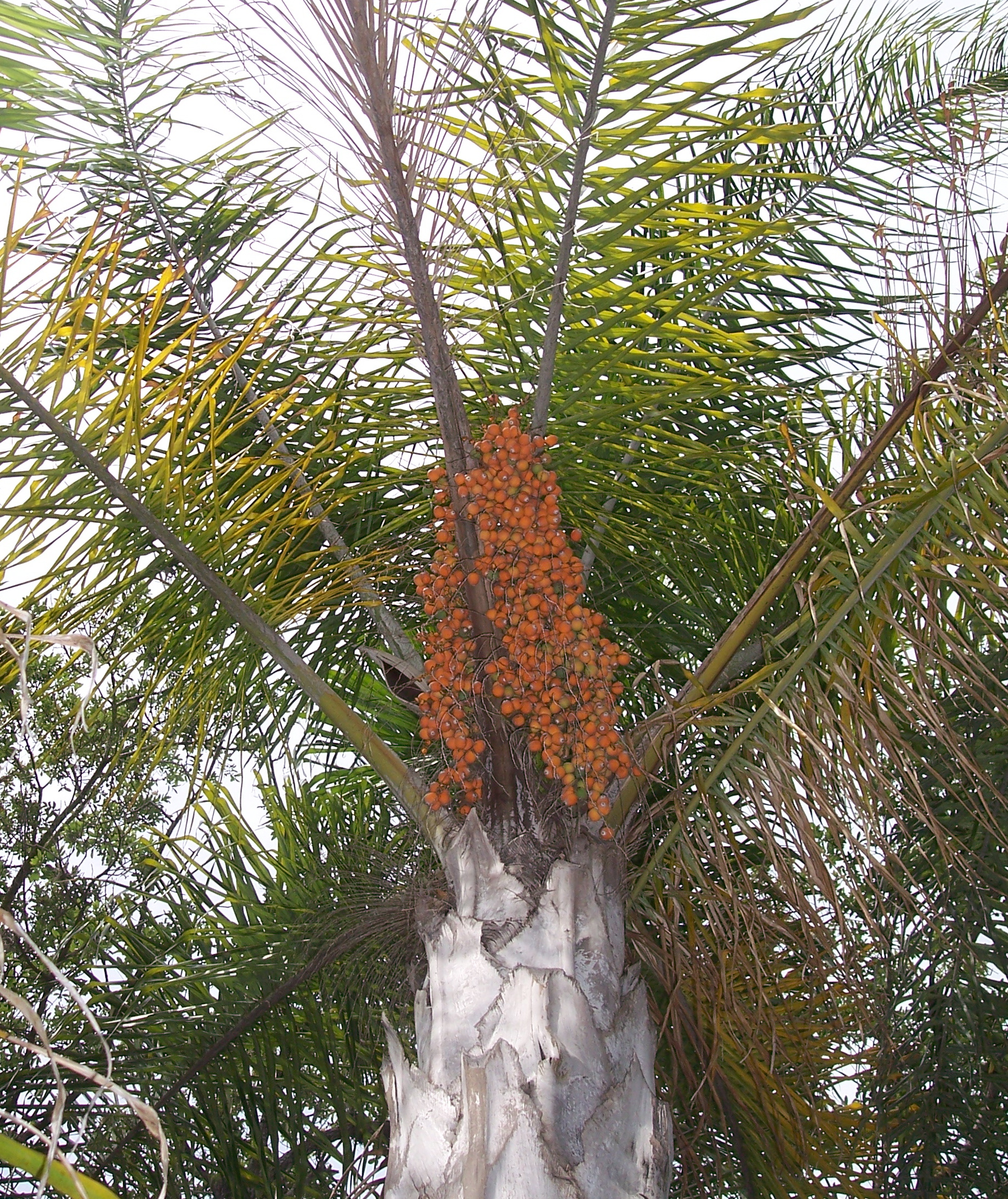
Owocujący arekowiec Romanzowa

Arekowiec Romanzowa (Syagrus romanzoffiana) – gatunek roślin należący do rodziny arekowatych (palm). Pochodzi z Ameryki Południowej, z terenu Brazylii, Boliwii i północnej Argentyny. Poza tym rozpowszechniona jest m.in. w obszarze śródziemnomorskim z uwagi na dekoracyjny wygląd, szybki wzrost i łatwość uprawy.

## Morfologia
Drzewiasta palma osiągająca w swoim naturalnym środowisku wysokość do 18 m. Ma gładki jasnoszary pień, z którego wyrasta pióropusz pierzastych, ciemnozielonych liści. Kwiaty zebrane w żółte kwiatostany. Owoce do 2,5 cm długości, koloru pomarańczowego, zebrane w grona.

## Uprawa
Palma łatwa w uprawie i bardzo szybko rosnąca. Uprawiana w zakresie 9-11 stref mrozoodporności. Wymaga pełnego słońca, ale toleruje też półcień. Wrażliwa jest na wysychanie. Lubi ziemię bogatą w mikroelementy szczególnie mangan.